# Кандегама
Кандегама — деревня на юго-востоке Шри-Ланки. Расположена в Центральной провинции этой страны. Население Кандегамы составляет 208 человек по состоянию на 2010 год. Населённый пункт расположен в равнинной местности.